# Guy Olivier Moteng
Me Guy Olivier Moteng est un avocat camerounais né à Douala.   

## Biographie
Guy Olivier Moteng Djoum est admis au barreau du Cameroun en 2008. Il est associé gérant du cabinet Moteng Business Law Firm. Il est titulaire d'un Master en droit des affaires et d'un Diplôme d’Études Professionnelles Approfondies de l'École supérieure des sciences économiques et commerciales (ESSEC) de Douala.  

## Carrière
Il est un spécialiste de la défense des droits de l'Homme et du droit des entreprises. 

### Accident ferroviaire d'Éséka
En 2016, il est membre d'un collectif d'avocats défendant des victimes de l'accident ferroviaire d'Éséka,. Le 2 novembre 2016, avec ses collègues, il porte plainte au nom des victimes contre Camrail au tribunal de grande instance d'Éséka,. La plainte cible la société Camrail, ses dirigeants et le chauffeur du train. En tant que porte-parole de ce collège d'avocats, il déclare que les personnes mises en accusation dans le cadre de ce drame sont suspectées d'homicide involontaire, activités dangereuses, négligence et imprudence. Finalement, onze des 14 prévenus sont reconnus coupables «d'activités dangereuses et d'homicide involontaire». Au milieu d'eux, l'ancien directeur général de Camrail, Didier Vandenbon, n'est condamné qu'à six mois de prison avec sursis, tandis que le conducteur du train écope de la plus lourde peine de ce procès, soit cinq ans de prison ferme. Ce que l'avocat dénonce comme une injustice. Néanmoins, il se dit ravi d'avoir contribué à faire bouger les lignes au Cameroun.

### Affaire Hervé Bopda
En janvier 2024, une affaire de mœurs défraie la chronique au Cameroun suite à un post du lanceur d'alerte, N'zui Manto. Me Guy Olivier Moteng est membre du pool d'avocats dénommé "Universal lawyers and human rights defense" qui s'engage à défendre pro bono (gratuitement) les potentielles victimes de l'affaire Hervé Bopda. Seulement la majorité des présumées victimes n'osent franchir le pas et aller porter plainte au tribunal en dépit de la gravité des faits dont est accusé le riche héritier: il est fait mention de centaines d'agressions sexuelles courant sur plusieurs années et même de possible transmission du VIH-Sida,,. Roland Ashu Ojong, avocat de l'accusé, conteste ces différentes incriminations et parle plutôt de sabotages et de diffamation. En dépit du hashtag #StopBopda devenu viral, il fait une demande de mise en liberté de son client placé en détention provisoire après une douzaine de plaintes. Hervé Bopda, interpellé le 31 janvier 2024, sera finalement libéré sous caution le 19 août 2024.  